# Горностайполь
Горноста́йполь (укр. Горностайпіль) — село, входит в Иванковский район Киевской области Украины; расположено на берегу реки Тетерев.
Население по переписи 2001 года составляло 1033 человека. Почтовый индекс — 07222. Телефонный код — 4591. Занимает площадь 3 км². Код КОАТУУ — 3222080701.

## История
Название села происходит от шляхтича Астафия Горностая, погибшего здесь в 1503 году в битве с крымскими татарами. В составе Российской империи — местечко Радомысльского уезда Киевской губернии. С 1923 года являлся частью (районом) города Чернобыль Киевской области. С 1961 года выделен в отдельное сельское поселение — село Горностайполь Чернобыльского района Киевской области. С 1992 года (в связи с ликвидацией Чернобыльского района) село Горностайполь входит в Иванковский район Киевской области Украины.
В 1847 году еврейское население составляло 366 душ; в 1897 году из 3,286 жителей евреи составили 1,888.
В Горностайполе поселился и основал хасидскую династию рабби Яаков-Исроэль Тверский из Черкасс (1794–1876), третий сын магида из Чернобыля. Его преемником стал его внук, рабби Мордехай Дов Тверский из Горностайполя. Горностайпольские хасиды проживают также в Бруклине и Иерусалиме.

## Местный совет
07222, Киевская обл., Иванковский р-н, с. Горностайполь

## Известные уроженцы
- Рабби Мордехай Дов Тверский (1839–1903), автор «Эмек Шаало».
- Раввин Яаков-Исроэль Каневский (1899–1985), также известен как «Стайплер гаон» или просто «Стайплер», от названия местечка на идиш, Горнстапль.
- Шавель Наумович Шимановский (1917—2005) — советский нефтяник и хозяйственный деятель. Заслуженный нефтяник БАССР (1972), почётный нефтяник СССР (1977).